# Caniac-du-Causse
 Caniac-du-Causse  (en occitano Canhac del Causse) es una población y comuna francesa, situada en la región de Mediodía-Pirineos, departamento de Lot, en el distrito de Gourdon y cantón de Labastide-Murat.
Su población municipal en 2008 era de 333 habitantes.
Está integrada en la Communauté de communes du Causse de Labastide-Murat .

## Demografía
| 942 | 476 | 921 | 1 030 | 1 155 | 1 128 | 1 184 | 1 170 | 1 210 | 1 223 | 1 151 | 1 050 | 1 025 | 1 019 | 981 | 957 | 850 | 716 | 674 | 596 | 509 | 505 | 435 | 445 | 353 | 309 | 267 | 228 | 207 | 245 | 246 | 246 | 333 |
| Para los censos de 1962 a 1999 la población legal corresponde a la población sin duplicidades (Fuente: INSEE [Consultar]) |     |     |       |       |       |       |       |       |       |       |       |       |       |     |     |     |     |     |     |     |     |     |     |     |     |     |     |     |     |     |     |     |